# Північно-Західний прохід

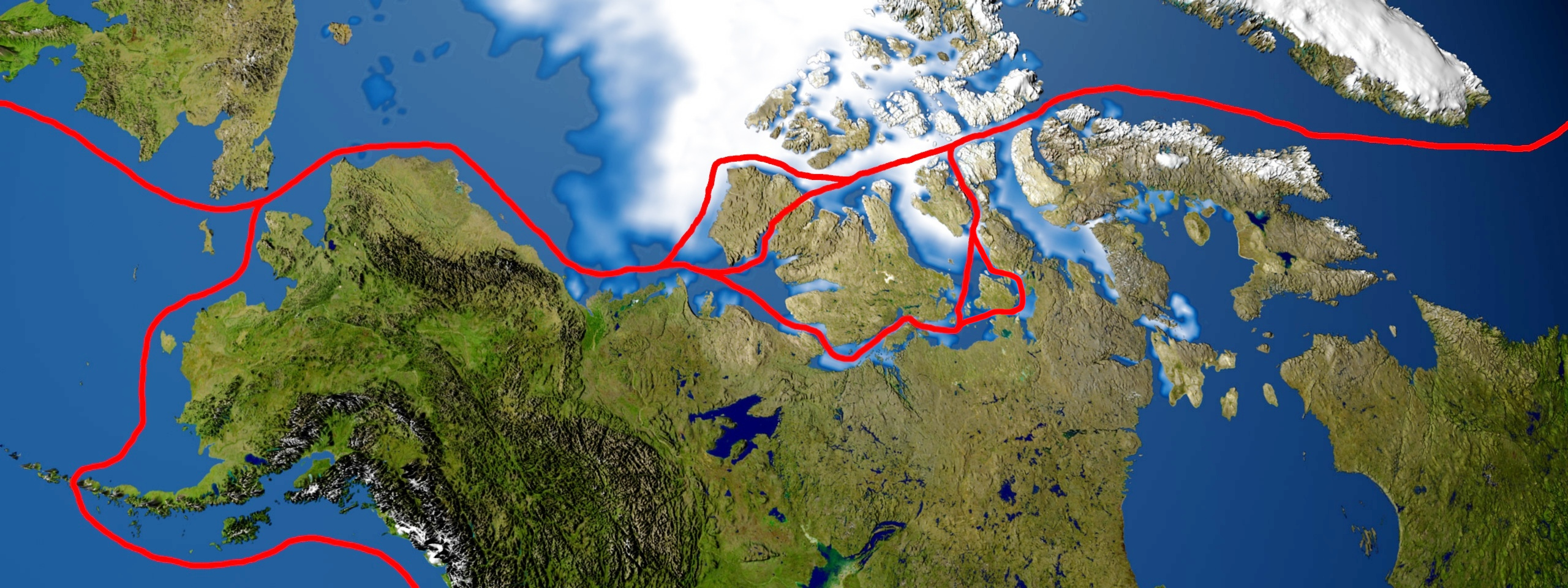
Карта Північно-Західного проходу

Північно-Західний прохід (англ. Northwest Passage) — морський шлях через Північний Льодовитий океан уздовж північного берега Північної Америки через Канадський Арктичний архіпелаг.
Прохід сполучає Атлантичний і Тихий океани. Точніше, різні острови архіпелагу відокремлені один від одного і від канадського узбережжя групою арктичних водних шляхів, які мають збірну назву Північно-Західних шляхів.
Північно-Західний прохід був вперше досліджений Руалем Амундсеном у 1903—1906 роках. У вересні 2007 року Європейське космічне агентство заявило, що область арктичного морського льоду скоротилася до мінімального рівня за проміжок близько 30 років супутникових спостережень, що зробило прохід судноплавним. Цей прохід входить до територіальних вод Канади, що може утруднити майбутнє міжнародне судноплавство.